# Platnírovskaia
Platnírovskaia - Платнировская (rus) - és una stanitsa del krai de Krasnodar, a Rússia. Es troba a la vora del riu Kirpili. És a 10 km al sud de Korenovsk i a 48 al nord-est de Krasnodar.
Pertanyen a aquesta stanitsa els khútors de Levtxenko i Kazatxi.

## Història
Fou fundada el 1794 quan s'establiren les primeres stanitses dels cosacs de la mar Negra, amb una població de 141 persones. El 1842 l'assentament Platnírovski rebé l'estatus de stanitsa. Entre el 1868 i 1924 va pertànyer a l'otdel de Kavkàzskaia de la província de Kuban. Fou introduïda en les llistes negres de sabotatge el 1933. S'hi crearen diversos kolkhoz, que van acabar unint-se en el kolkhoz Kírov. Durant la dècada del 1990 el kolkhoz tancà.